# Ligue Professionnelle 1
Das 1962 gegründete Championnat National de Première Division, seit 2010 umbenannt in Ligue Professionnelle 1, ist die höchste Spielklasse des nationalen Fußballverbands von Algerien. Rekordsieger ist JS Kabylie mit 14 Titeln, aktueller Meister MC Algier.

## Aktuelle Saison
An der Saison 2024/25 nehmen folgende 16 Mannschaften teil.
| Mannschaft      | Standort    | Stadion                                                 | Kapazität     |
| --------------- | ----------- | ------------------------------------------------------- | ------------- |
| ASO Chlef       | Ech Cheliff | Mohamed Boumezrag Stadion                               | 18.000        |
| CR Belouizdad   | Algier      | 20 August 1955 Stadion Stade 5 Juillet 1962             | 10.000 75.000 |
| CS Constantine  | Constantine | Ramadane Ben Abdelmalek Stadion Chahid-Hamlaoui-Stadion | 13.000 22.968 |
| ES Mostaganem   | Mostaganem  | Stadion Mohamed Bensaïd                                 | 18.000        |
| ES Sétif        | Sétif       | 8. May 1945 Stadion                                     | 25.000        |
| JS Kabylie      | Tizi Ouzou  | Stadion 1. November 1954                                | 20.000        |
| JS Saoura       | Bechar      | 20. August 1955 Stadion (Béchar)                        | 20.000        |
| MC Alger        | Algier      | Omar Benrabah Stadium Stade 5 Juillet 1962              | 8.000 75.000  |
| MC El Bayadh    | El Bayadh   | Zakaria Medjdoub Stadion                                | 15.000        |
| MC Oran         | Oran        | Ahmed Zabana Stadion Miloud-Hadefi-Stadion              | 40.000 40.143 |
| NC Magra        | Magra       | Boucheligue Brothers Stadion                            | 8.000         |
| Olympique Akbou | Bejaia      | Maghrebi Unity Stadion                                  | 17.500        |
| Paradou AC      | Algier      | Omar Benrabah Stadion                                   | 8.000         |
| US Biskra       | Biskra      | 18. February Stadion                                    | 24.000        |
| USM Algier      | Algier      | Omar Benrabah Stadion Stade 5 Juillet 1962              | 8.000 64.000  |
| USM Khenchela   | Khenchela   | Amar Hamam Stadion                                      | 8.000         |

## Meisterhistorie
| Saison                           | Meister                        | 2. Platz                       | 3. Platz                       |
| Algerian National Championship   | Algerian National Championship | Algerian National Championship | Algerian National Championship |
| -------------------------------- | ------------------------------ | ------------------------------ | ------------------------------ |
| 1962/63                          | USM Algier                     | MC Alger                       | USM Annaba                     |
| 1963/64                          | USM Annab                      | NA Hussein Dey                 | ASM Oran                       |
| 1964/65                          | CR Belcourt                    | MSP Batna                      | ES Guelma                      |
| 1965/66                          | CR Belcourt                    | ES Guelma                      | SCM Oran                       |
| 1966/67                          | NA Hussein Dey                 | RC Kouba                       | CR Belcourt                    |
| 1967/68                          | ES Sétif                       | MC Oran                        | CR Belcourt                    |
| 1968/69                          | CR Belcourt                    | MC Oran                        | USM Bel-Abbès                  |
| 1969/70                          | CR Belcourt                    | MC Alger                       | CCS Kouba                      |
| 1970/71                          | MC Oran                        | CS Constantine                 | MC Alger                       |
| 1971/72                          | MC Alger                       | CR Belcourt                    | MO Constantine                 |
| 1972/73                          | JS Kabylie                     | NA Hussein Dey                 | MC Alger                       |
| 1973/74                          | JS Kabylie                     | MO Constantine                 | NA Hussein Dey                 |
| 1974/75                          | MC Alger                       | RC Kouba                       | MC Oran                        |
| 1975/76                          | MC Alger                       | NA Hussein Dey                 | JS Kabylie                     |
| 1976/77                          | JS Kabylie                     | CR Belcourt                    | NA Hussein Dey                 |
| 1977/78                          | MP Alger                       | JS Kabylie                     | EP Sétif                       |
| 1978/79                          | MP Alger                       | JS Kabylie                     | MP Oran                        |
| 1979/80                          | JS Kabylie                     | CR Belcourt                    | NA Hussein Dey                 |
| 1980/81                          | RS Kouba                       | JS Kabylie                     | EP Sétif                       |
| 1981/82                          | JS Kabylie                     | NA Hussein Dey                 | EP Sétif                       |
| 1982/83                          | JS Kabylie                     | EP Sétif                       | ESM Bel-Abbès                  |
| 1983/84                          | GCR Mascara                    | USM El Harrach                 | JS Kabylie                     |
| 1984/85                          | JS Kabylie                     | MP Oran                        | WKF Collo                      |
| 1985/86                          | JS Kabylie                     | EP Sétif                       | Chlef SO                       |
| 1986/87                          | EP Sétif                       | MP Oran                        | Chlef SO                       |
| 1987/88                          | Mouloudia d'Oran               | JS Kabylie                     | JS Bordj Ménaïel               |
| 1988/89                          | JS Kabylie                     | Mouloudia d'Alger              | RC Relizane                    |
| 1989/90                          | JS Kabylie                     | MC Oran                        | MC Alger                       |
| 1990/91                          | MO Constantine                 | ASM Oran                       | AS Aïn M'lila                  |
| 1991/92                          | MC Oran                        | USM El Harrach                 | WA Tlemcen                     |
| 1992/93                          | MC Oran                        | NA Hussein Dey                 | US Chaouia                     |
| 1993/94                          | US Chaouia                     | JS Bordj Ménaïel               | JS Kabylie                     |
| 1994/95                          | JS Kabylie                     | MC Oran                        | USM Blida                      |
| 1995/96                          | USM Algier                     | MC Oran                        | USM Aïn Beïda                  |
| 1996/97                          | CS Constantine                 | MC Oran                        | USM Algier                     |
| 1997/98                          | USM El Harrach                 | USM Algier                     |                                |
| 1998/99                          | MC Alger                       | JS Kabylie                     | CR Belouizdad                  |
| 1999/00                          | CR Belouizdad                  | MC Oran                        | MO Constantine                 |
| 2000/01                          | CR Belouizdad                  | USM Algier                     | JS Kabylie                     |
| 2001/02                          | USM Algier                     | JS Kabylie                     | WA Tlemcen                     |
| 2002/03                          | USM Algier                     | USM Blida                      | NA Hussein Dey                 |
| 2003/04                          | JS Kabylie                     | USM Algier                     | NA Hussein Dey                 |
| 2004/05                          | USM Algier                     | JS Kabylie                     | MC Alger                       |
| 2005/06                          | JS Kabylie                     | USM Algier                     | ASO Chlef                      |
| 2006/07                          | ES Sétif                       | JS Kabylie                     | JSM Béjaïa                     |
| 2007/08                          | JS Kabylie                     | ASO Chlef                      | ES Sétif                       |
| 2008/09                          | ES Sétif                       | JS Kabylie                     | JSM Béjaïa                     |
| 2009/10                          | MC Alger                       | ES Sétif                       | JS Kabylie                     |
| Algerian Ligue Professionnelle 1 |                                |                                |                                |
| 2010/11                          | ASO Chlef                      | JSM Béjaïa                     | ES Sétif                       |
| 2011/12                          | ES Sétif                       | JSM Béjaïa                     | USM Algier                     |
| 2012/13                          | ES Sétif                       | USM El Harrach                 | CS Constantine                 |
| 2013/14                          | USM Algier                     | JS Kabylie                     | ES Sétif                       |
| 2014/15                          | ES Sétif                       | MO Béjaïa                      | MC Oran                        |
| 2015/16                          | USM Algier                     | JS Saoura                      | JS Kabylie                     |
| 2016/17                          | ES Sétif                       | MC Alger                       | USM Algier                     |
| 2017/18                          | CS Constantine                 | JS Saoura                      | NA Hussein Dey                 |
| 2018/19                          | USM Algier                     | JS Kabylie                     | Paradou AC                     |
| 2019/20                          | CR Belouizdad                  | MC Alger                       | ES Sétif                       |
| 2020/21                          | CR Belouizdad                  | ES Sétif                       | JS Saoura                      |
| 2021/22                          | CR Belouizdad                  | JS Kabylie                     | JS Saoura                      |
| 2022/23                          | CR Belouizdad                  | CS Constantine                 | MC Alger                       |
| 2023/24                          | MC Algier                      | CR Belouizdad                  | CS Constantine                 |
| 2024/25                          | MC Algier                      | JS Kabylie                     | CR Belouizdad                  |

## Alle Meister
| Rang | Verein         | Titel | Jahr(e)                                                                            |
| ---- | -------------- | ----- | ---------------------------------------------------------------------------------- |
| 1    | JS Kabylie     | 14    | 1973, 1974, 1977, 1980, 1982, 1983, 1985, 1986, 1989, 1990, 1995, 2004, 2006, 2008 |
| 2    | CR Belouizdad  | 10    | 1965, 1966, 1969, 1970, 2000, 2001, 2020, 2021, 2022, 2023                         |
| 3    | MC Alger       | 8     | 1972, 1975, 1976, 1978, 1979, 1999, 2010, 2024, 2025                               |
| 4–5  | ES Sétif       | 8     | 1968, 1987, 2007, 2009, 2012, 2013, 2015, 2017                                     |
| 4–5  | USM Algier     | 8     | 1963, 1996, 2002, 2003, 2005, 2014, 2016, 2019                                     |
| 6    | MC Oran        | 4     | 1971, 1988, 1992, 1993                                                             |
| 7    | CS Constantine | 2     | 1997, 2018                                                                         |
| 8    | Hamra Annaba   | 1     | 1964                                                                               |
| 8    | NA Hussein Dey | 1     | 1967                                                                               |
| 8    | RC Kouba       | 1     | 1981                                                                               |
| 8    | GC Mascara     | 1     | 1984                                                                               |
| 8    | MO Constantine | 1     | 1991                                                                               |
| 8    | US Chaouia     | 1     | 1995                                                                               |
| 8    | USM El Harrach | 1     | 1998                                                                               |
| 8    | ASO Chlef      | 1     | 2011                                                                               |